# Évariste Confus
 (avril 2025).
Motif : Absence de sources
- Archive Wikiwix
- Bing
- Cairn
- DuckDuckGo
- E. Universalis
- Gallica
- Google
- G. Books
- G. News
- G. Scholar
- Persée
- Qwant
- (zh) Baidu
- (ru) Yandex
- (wd) trouver des œuvres sur Wikidata

| 1. | Préciser le motif de la pose du bandeau. | Précisez le motif de la pose du bandeau en utilisant la syntaxe suivante : {{admissibilité à vérifier\|date=avril 2025\|motif=remplacez ce texte par le motif}}                      |
| 2. | Informer les utilisateurs concernés.     | Pensez à avertir le créateur de l'article, par exemple, en insérant le code ci-dessous sur sa page de discussion : {{subst:avertissement admissibilité à vérifier\|Évariste Confus}} |

Evariste Confus est la première série personnelle de Jo-El Azara. Parue dans Tintin à partir de 1963, elle est composée de 21 récits complets.

## Contexte
Jo-El Azara a déjà 10 ans d’expérience lorsqu’il créé sa première série. Il a jusqu’à présent travaillé pour Willy Wandersteen en 1953 et est entré en 1954 au Studio Hergé puis a collaboré au Journal Tintin pour diverses illustrations.
Cette année 1963 est donc un cap important pour lui puisqu’il va lancer simultanément deux séries : Mayflower dans Pilote et Evariste Confus dans Tintin, à chaque fois sous le format du récit complet et sous le signe de l'humour. Dans le même temps, il livre également quelques histoires de Bonnedague pour Record. La chose est rendue possible puisque les éditions Dargaud sont clientes du Lombard et diffusent très largement Tintin en France. Enfin Record est une création commune entre Bayard Presse et Dargaud. Les clauses d’exclusivité sur lesquelles les maisons de l’époque étaient assez chatouilleuses n’avaient donc pas lieu d’être.
Evariste Confus est donc une étape importante dans la carrière de Jo-El Azara même si son véritable envol se fera avec Tata Takata en 1965 dans Tintin.

## L’histoire
Au physique Evariste ressemble à une autre création ultérieure d’Azara : Monsieur Chapomou. Le premier est doté d’un chapeau melon tandis que l’autre possède un chapeau claque, au moins au départ. Mais les similitudes s’arrêtent là car les aventures du personnage de Pilote sont sans paroles. 
Evariste Confus est détective d’assurances à La Paimpolaise. Ses missions l’entrainent dans la principauté du Frittland où il va rencontrer le roi Willi XIV.
L’essentiel de ses aventures va donc être axé sur les différentes anecdotes de la cour ou sur les déplacements royaux à l’étranger.

## Parutions dans Tintin
Toutes ces histoires font 4 planches sauf indication contraire. Le premier nombre est le quantième de l'histoire, le suivant correspond au n° de l'année. C'est la numérotation belge qui a été retenue ici dans la mesure où toutes les aventures d'Evariste Confus n'ont pas été reprises intégralement dans la version française. Toutes ces planches sont inédites en album

### 1963
1. 37           Bretelles du soir… désespoir                            2 planches
2. 41           Un fauteuil à la plage !                                       2 planches
3. 43           Canotage                                                           2 planches
4. 45           Fais–moi cygne !               
5. 49           Fantasmagories botaniques        

### 1964
6. 2             Salon de l’Otto Rhino     
7. 6             Équitation            
8. 11           « Oui, skis à gogo ! »          
9. 16           Le Barbi–yé–yé de Sévi–yé–yé                 
10.       20           Pétrole et pétroleurs     
11.       24           Un tour (cycliste) pour rien         
12.       30           La grève des fakirs           
13.       35           Un marché peu commun             
14.       38           L’oubliette oubliée          
15.       45           Fritt and Chips  
16.       48           Portééé… zarmes !           
17.       52           Chez les patapons           

### 1965
18.       4             Gloire au Trého                 
19.       8             Les maux croisés              
20.       13           En un clin… deuil               

### 1977
21.       26           Les vacances, c’est l’évasion ... 